# جواو دي كاسترو
جواو دي كاسترو (بالبرتغالية: João de Castro) هو مستكشف وعسكري برتغالي، ولد في 27 فبراير 1500 في لشبونة في البرتغال، وتوفي في 6 يونيو 1548 في غوا في الهند.

## وصلات خارجية
- جواو دي كاسترو على موقع الموسوعة البريطانية (الإنجليزية)